# Itambé (Bahia)
Itambé est une municipalité brésilienne de l'État de Bahia et la Microrégion d'Itapetinga.